# Dysgonia europa
Dysgonia europa là một loài bướm đêm trong họ Erebidae.